# Ionthas ataracta
Ionthas ataracta är en fjärilsart som beskrevs av George Francis Hampson 1914. Ionthas ataracta ingår i släktet Ionthas och familjen björnspinnare. Inga underarter finns listade i Catalogue of Life.